# Лукачешти (Марамуреш)
Лукачешти (рум. Lucăcești) насеље је у Румунији у округу Марамуреш у општини Мирешу Маре. Oпштина се налази на надморској висини од 159 m.

## Становништво
Према подацима из 2002. године у насељу је живело 631 становника, од којих су сви румунске националности.